# Lillebonne
Lillebonne település Franciaországban, Seine-Maritime megyében. Lakosainak száma 8708 fő (2022. január 1.). Lillebonne Quillebeuf-sur-Seine, La Frénaye, Gruchet-le-Valasse, Lintot, Port-Jérôme-sur-Seine, Saint-Antoine-la-Forêt, Saint-Jean-de-Folleville és La Trinité-du-Mont községekkel határos.

## Népesség
A település népességének változása:
| Lakosok száma | 8972 | 8963 | 9101 | 8894 | 8845 | 8797 | 8761 | 8729 | 8708 |
|               | 2013 | 2015 | 2016 | 2017 | 2018 | 2019 | 2020 | 2021 | 2022 |